# Yun Heunggil
Yun Heung-gil est auteur sud-coréen. Il est diplômé de l'université Wonkwang en littérature coréenne (1973). En 1977, il remporte le prix de littérature des auteurs coréens. 

## Biographie
Yun Heung-gil est né le 14 décembre 1942 à Jeongeup, Jeollanam-do en Corée du Sud. Il est diplômé de l'université des professeurs de Jeonju et de l'université Wonkwang. D'abord professeur des écoles, il a commencé une carrière d'écrivain dès l'année 1976 tout en donnant des cours de littérature à l'université.

## Œuvre
La carrière littéraire de Yun Heung-gil peut être divisée en trois phases. Dans la première phase, il met en scène un jeune personnage évoluant dans un contexte familial difficile, menacé à la fois par des troubles intérieurs et par des menaces extérieures à la famille. Cette première phase qui débute dans les années 1970 est essentiellement autobiographique. Parmi les œuvres de cette période, on compte Saison des pluies (Jangma).
Par la suite, son travail s'est concentré sur le thème de la dictature militaire de Park Chung-hee : il met aussi en scène les tensions entre le nouveau confort matériel en Corée et les conflits intérieurs. En 1977, il entre dans une troisième phase avec la publication de L'homme abandonné avec neuf paires de chaussures (Ahop kyeolle-ui guduro nameun sanae), dans lequel le personnage s'oppose fortement aux contraintes de la société. 
Il est actuellement professeur en écriture créative à l'Université Hanseo à Seosan.